# Opius cingutolicus
Opius cingutolicus är en stekelart som beskrevs av Fischer 1992. Opius cingutolicus ingår i släktet Opius och familjen bracksteklar. Inga underarter finns listade i Catalogue of Life.